# 藍沢今日
藍沢 今日（あいざわ きょう、1985年1月30日 - ）は、日本の小説家。大阪府大阪市出身。

## 来歴
大阪学院大学卒業。2019年に、第18回『このミステリーがすごい!』大賞で、最終選考に残るも落選。しかし、編集部推薦という形で、2020年小説家デビュー。

## 作品リスト
- 犬の張り子を持つ怪物（2020年7月4日、宝島社文庫）ISBN 9784299007186